# UAZ-452
El UAZ-452 ("Bukhanka" ("Hogaza de pan"), "Tabletka" ("Píldora"), "Golovastik" ("Renacuajo"), "Guasabita" o ("Blyat-Van") en la cultura popular, es una familia rusa de modelos únicos de vehículos con capacidades todoterreno de tipo furgoneta, producidos por UAZ.

## Historia
En 1958 la empresa UAZ, ya consolidada, comienza a fabricar en serie sus primeros vehículos propios, la familia UAZ 450 compuesta por furgonetas y pequeños camiones.
El UAZ450V ya anticipa la línea de sus sucesores. 
Dado el éxito del UAZ450 en 1961 se planifica la construcción de una versión mejorada con tracción conectable, el UAZ 451, ya con una estética definiva. Para la producción del UAZ451 se construyeron una nuevas líneas de producción que han permanecido en funcionamiento hasta nuestros días. Las primeras unidades salieron de la cadena de montaje en diciembre del mismo año.
En el año 1965 se puso en producción el UAZ 452 que no era más que una versión mejorada del modelo de 1958, con tracción 4x4. 
El motor deviene del usado en el GAZ-21 "Volga". Y el chasis plano es originario del  GAZ-69, que también comparte con el UAZ 469/Hunter.
La apariencia exterior no sufre ningún cambio. El UAZ 452 se convertiría en el tractor de la Unión Soviética, pues era un vehículo todoterreno pequeño, muy espacioso, con una gran capacidad de carga, fácil de reparar/mantener y con una vida útil estimada en 28 años.
En 1966 en una exposición internacional de maquinaria agrícola en Moscú, donde estaban representados 20 países, el jurado le otorgó la medalla de oro al UAZ 452-D. El vehículo se consideró que era irremplazable en el entorno rural, donde es popularmente conocido como golovastic (renacuajo).
Desde el primer momento se construyeron múltiples versiones para transporte de pasajeros, carga, ambulancias, policías y todo tipo de servicios públicos.
A causa de su similitud externa con una barra de pan, a la van se la empezó a conocer como la Hogaza en ruso: "«Bukhanka»" (Буханка). Este coche fue producido en diferentes variaciones y con una gran cantidad de modificaciones, con la principal diferencia dada en el tipo de carrocería con la que era dotado, ejemplo como la versión UAZ-3741 "Bukhanka", y el UAZ-3303 "Golovastik" de tipo pickup. La carrocería de dicha van estaba normalmente equipada con una puerta de apertura normal y una de doble bisagra atrás, así mismo la configuración exacta variaba dependiendo de su trabajo específico.
En noviembre de 1979 el UAZ 452 recibe la Marca de Calidad estatal, por su buen diseño.
Los vehículos producidos entre  1965–1979 estaban equipados con luces estilo antiguo: las luces de los intermitentes carecen de color (blancas), las luces traseras son redondas siendo la parte trasera redondeada. Modelos posteriores a 1979 disponen de intermitentes ámbar y las luces traseras son de mayor tamaño y rectangulares.
En 1985 las furgonetas fueron actualizadas, y debido al cambio de numeración de vehículos soviéticos se subdividieron en distintos modelos, de UAZ 452 pasaron a denominarse 39625, 3962, 3303, 3909 and 2206. Las actualizaciones consistieron en mejoras en los sistemas de iluminación para ajustarse a las normativas internacionales, nuevos testigos de alarmas y un nuevo panel de instrumentos con nuevo velocimetro. Se rediseñaron los frenos, y mejoró la motorización pasando de 78cv a 99cv.
En 1990 tras el colapso de la Unión Soviética, todas las fábricas de automóviles  soviéticas entraron en crisis, dado que la mentalidad de los compradores cambió y preferían vehículos occidentales con mejores acabados y lujos. Ya en esa época el UAZ 452 era un vehículo con unos acabados y estética claramente fuera de su tiempo. 
En poco tiempo las ventas cayeron, con lo que surgieron problemas de capital y financieros que dieron como resultado una calidad muy pobre respecto a las unidades fabricadas durante la Unión Soviética.
Aun así en 1994 la planta fue galardonada con el premio internacional Globo de Oro por su desarrollo a la economía y por su integración en el comercio mundial.
A principios de 2000 la UAZ 452 es sometida a un restilo, donde los espejos retrovisores son sustituidos por otros procedentes de las modernas furgonetas GAZ GAZelle, fabricadas también por UAZ, se añaden cabeceros en los asientos delanteros; y nuevos asientos para la versión minibus (2206). La versión pickup (3303) dispone de una caja metálica que sustituye a la de madera.
|  |  |

En los años siguientes se van realizando pequeñas mejoras como la inclusión de un volante más pequeño y grueso.
En el año 2004 la fábrica UAZ, fue adquirida por el conglomerado Severstal Financial Group quien realizó grandes inversiones, modernizando la fábrica . Se inició la fabricación de vehículos todoterreno actuales como el UAZ Patriot, que nada tienen que ver con las furgonetas UAZ 450.

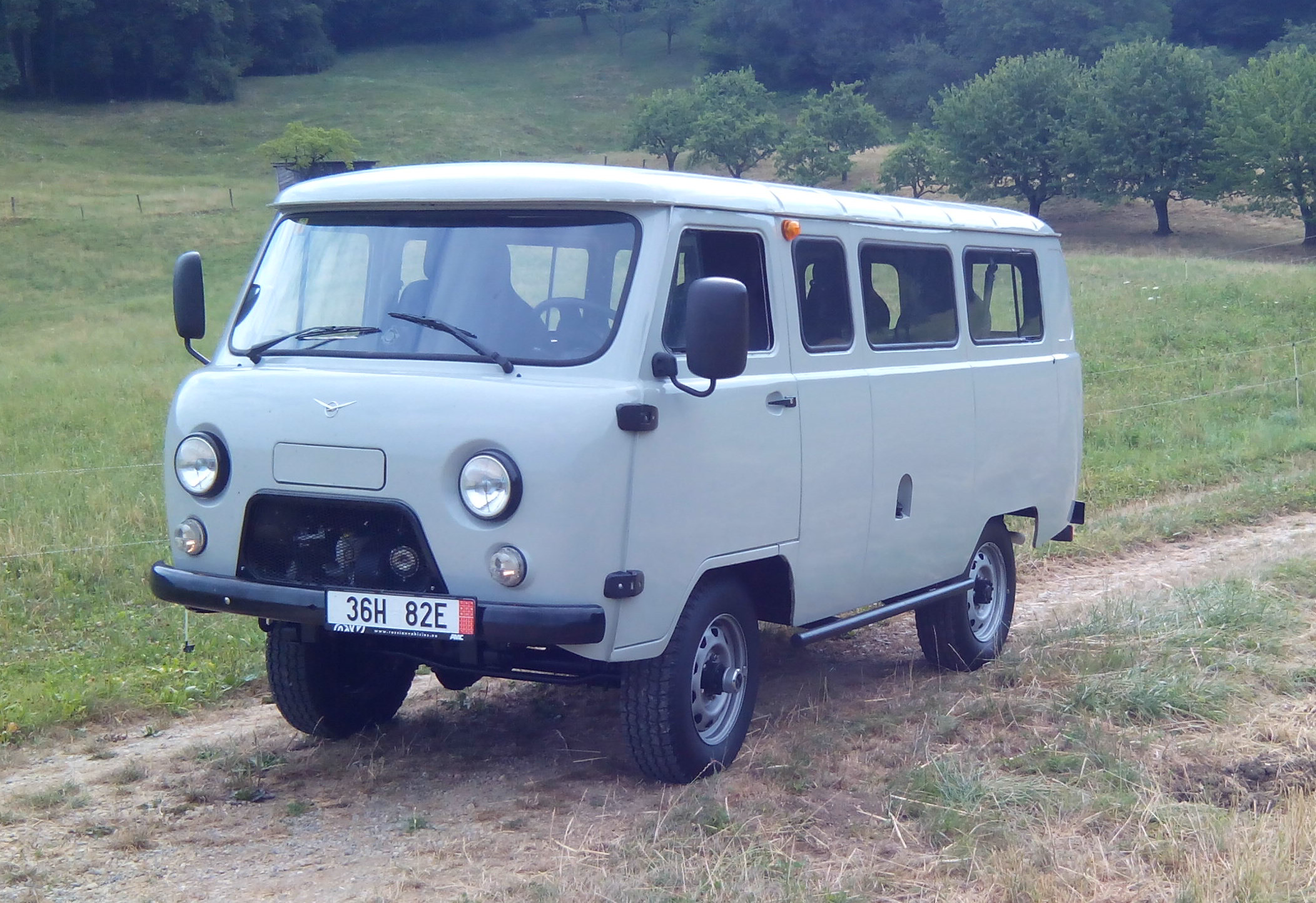
Minibus UAZ 2206 modelo 2015

En marzo de 2011 los modelos 39625, 3962 y 2206 son mejorados, añadiendose frenos ABS, dirección  asistida, cinturones de seguridad y motorizaciones Euro-4. Cabe destacar que los motores han sido ensayados por laboratorios europeos y cumplen normativa Euro 5 y Euro 6. De serie se puede solicitar los vehículos con bloqueos neumáticos en los diferenciales. 
En 2018 UAZ lanza una serie limitada, Jubilee, que se diferencia exteriormente porque está pintada en dos colores. Todos los demás modelos solo están disponibles en gris o verde militar. La versión aniversario dispone también de unos ejes mejorados. A partir de esta versión también cambia el cuadro de instrumentos, que pasa de ser analógico a uno digital.

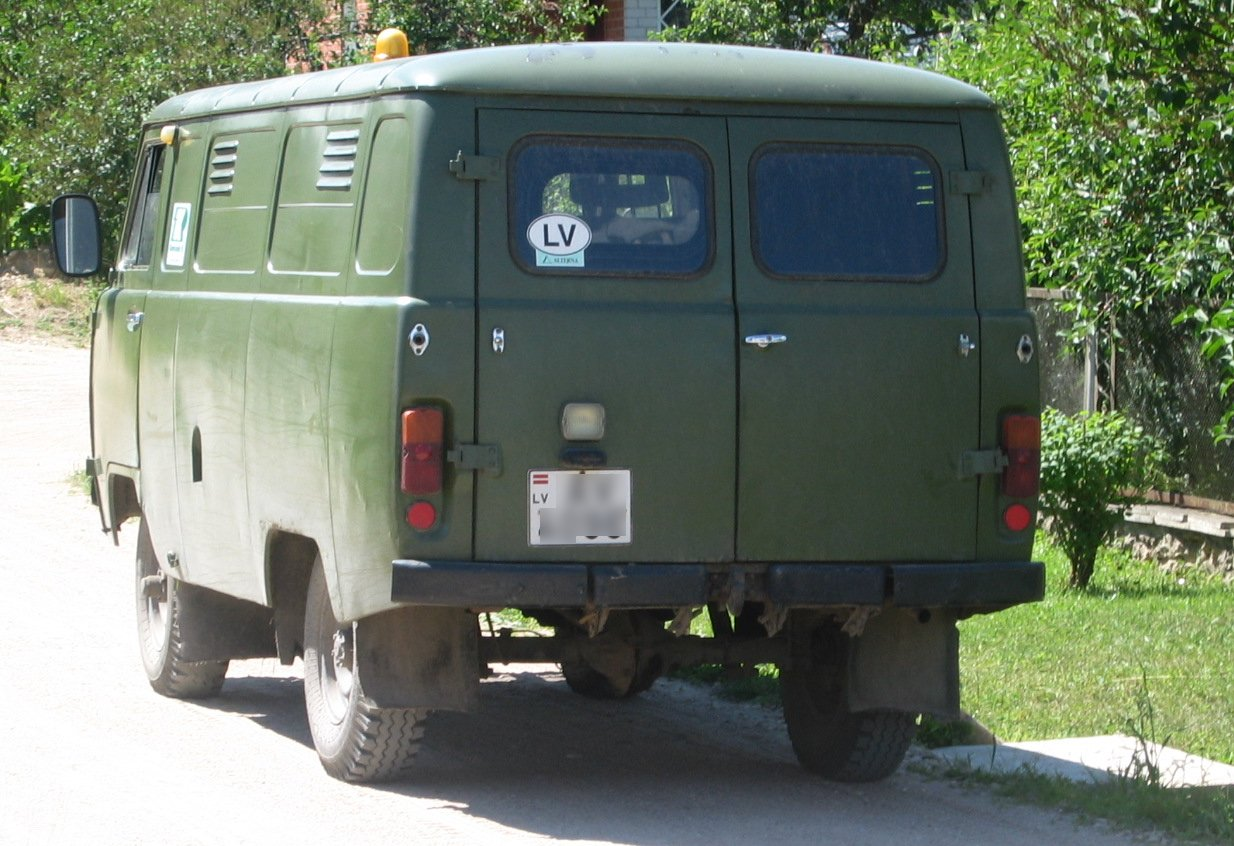
Un UAZ-452 visto desde atrás.

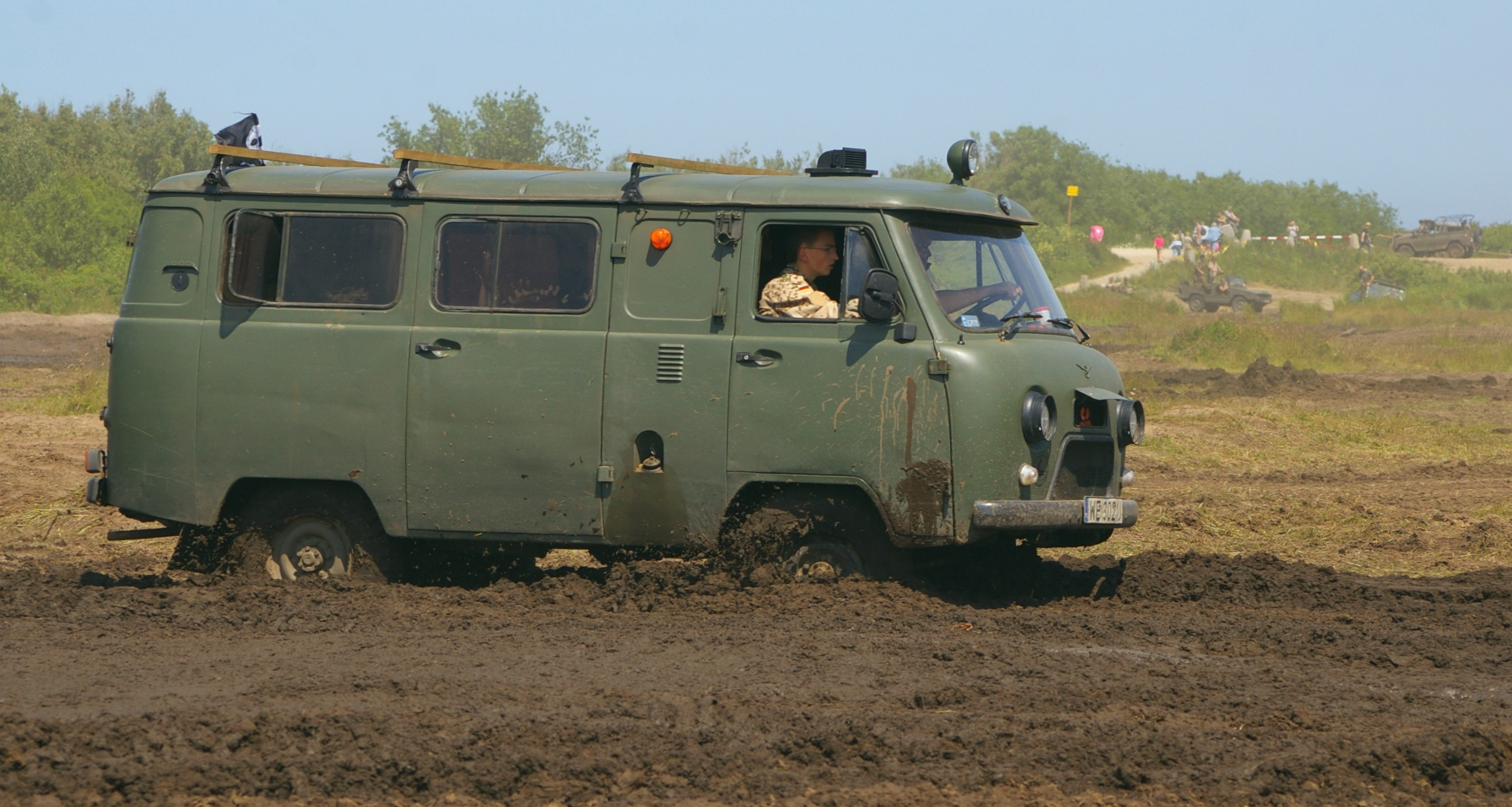
Un UAZ-452 Visto desde el lado derecho.

Siguen careciendo de algunas medidas de seguridad como airbags, pero eso no impide que puedan ser homologados individualmente como N1G y matriculados en muchos países europeos. Hay distribuidores en Bélgica, República Checa, Alemania, Italia, Polonia, Lituania, ... En España no es posible realizar una homologación individual, y por lo tanto, no se puede matricular.  
La UAZ-452 y sus variantes han mantenido siempre su fama de robustez extrema, fiabilidad y fácil mantenimiento y reparación en las condiciones más difíciles. Son vehículos con un acabado artesanal, más propios de otra época. La calidad del acabado es ínfima, y muchas piezas superfluas se romperán fácilmente, pero las partes principales son sumamente robustas y el vehículo bien mantenido es eterno.  
Se exportan principalmente a algunos países vecinos de Rusia en donde tienen demanda por ser vehículos de bajo costo (en 2020, nuevos cuestan 756,900 Rublos Rusos el equivalente a casi 12,000 dólares americanos.) Cabe destacar que UAZ tiene una cuota de mercado destacada en Mongolia, fundamentalmente debido a su polivalencia. 
En América Latina se empezaron a comercializar desde 2018 en países como México, Colombia, Chile, Ecuador, etc.   
Es importante señalar que estos vehículos no cumplen con los mínimos estándares de seguridad de países como Estados Unidos y Canadá. En el pasado hubo la intención de introducir la marca a los Estados Unidos pero nunca se logró vender ningún vehículo UAZ nuevo porque la compañía rusa nunca pudo cumplir con los mínimos requisitos de seguridad y protección al ambiente.   

## Versiones y variantes
Aquí se lista las diferentes versiones conocidas del UAZ-452 y sus diferentes modelos.
- UAZ-2206 - Minibus de 6 a 11 asientos. Este modelo se sigue produciendo.
- UAZ-3303 (UAZ452D) - "Golovastik" camioneta pickup con capacidad para 2 personas, cabina de metal estampado.
- UAZ 3741 - Cabina y carrocería de metal estampado, tipo van; capaz de acarrear cargas de hasta 850 kilogramos. El compartimiento de carga puede estar separado por una lámina con o sin ventanal.
- UAZ-3909 - en ruso: agricultor "фермер" (Granjero), carga hasta 6 pasajeros y hasta 450 kg de carga; el compartimiento trasero está separado del frontal (donde va situado el conductor) por una ventana; este modelo se sigue produciendo.
- UAZ-3909i - Ambulancia de uso militar, con una cruz roja en el techo y los laterales; este modelo se sigue produciendo.
- UAZ-3962 - "sanitarka" Ambulancia de uso militar, puede albergar hasta 9 personas o una carga equivalente, con una cruz roja en el techo y los laterales.
- UAZ-39625 - Versión de pasajeros y de carga del modelo 3962. Este modelo se sigue produciendo.
- UAZ-39094 - Versión de tipo Pickup con una plataforma de 10 cm de metal y molduras de madera en el suelo, equipada con un marco removible, es decir; carrocería de estacas, y con 3 portezuelas laterales abatibles. La bahía de carga puede ser reemplazada por otros equipos de utilidad especial y otros cuerpos adaptables para otros servicios. Este modelo se sigue produciendo.

## Especificaciones
|                                         | UAZ-3303                                      | UAZ-3741                                      | UAZ-2206                                      | UAZ-3962                                      | UAZ-3909                                      | UAZ-39094                                     |
| --------------------------------------- | --------------------------------------------- | --------------------------------------------- | --------------------------------------------- | --------------------------------------------- | --------------------------------------------- | --------------------------------------------- |
| Número de asientos                      | 2                                             | 2                                             | 8-11                                          | 8                                             | 7                                             | 5                                             |
| Número de puertas                       | 2                                             | 4                                             | 4                                             | 4                                             | 4                                             | 3                                             |
| Longitud, mm (ft)                       | 4474                                          | 4440                                          | 4440                                          | 4440                                          | 4440                                          | 4847                                          |
| Ancho, mm (ft)                          | 2100                                          | 2100                                          | 2100                                          | 2100                                          | 2100                                          | 2100                                          |
| Alto, mm (ft)                           | 2355                                          | 2101                                          | 2101                                          | 2101                                          | 2101                                          | 2355                                          |
| Batalla, mm (ft)                        | 2550                                          | 2300                                          | 2300                                          | 2300                                          | 2300                                          | 2550                                          |
| Altura libre, mm (ft)                   | 220                                           | 220                                           | 220                                           | 220                                           | 220                                           | 220                                           |
| Profundidad vadeo, mm (ft)              | 500                                           | 500                                           | 500                                           | 500                                           | 500                                           | 500                                           |
| Tara, kg                                | 1845                                          | 1805                                          | 1940                                          | 1805                                          | 1905                                          | 1995                                          |
| Peso bruto, kg                          | 3070                                          | 2730                                          | 2790                                          | 2730                                          | 2830                                          | 3070                                          |
| Carga, kg                               | 1225                                          | 925                                           | 850                                           | 925                                           | 925                                           | 1075                                          |
| Combustible                             | Gasolina (gas)                                | Gasolina (gas)                                | Gasolina (gas)                                | Gasolina (gas)                                | Gasolina (gas)                                | Gasolina (gas)                                |
| Cubicaje, l                             | 2,7                                           | 2,7                                           | 2,7                                           | 2,7                                           | 2,7                                           | 2,7                                           |
| Potencia máxima, hp (kW)                | 112 (82.5) a 4000 rev/min                     | 112 (82.5) a 4000 rev/min                     | 112 (82.5) a 4000 rev/min                     | 112 (82.5) a 4000 rev/min                     | 112 (82.5) a 4000 rev/min                     | 112 (82.5) a 4000 rev/min                     |
| Par máximo, Nm                          | 208 a 3000 rev/min                            | 208 a 3000 rev/min                            | 208 a 3000 rev/min                            | 208 a 3000 rev/min                            | 208 a 3000 rev/min                            | 208 a 3000 rev/min                            |
| Velocidad máxima, km/h (m/h)            | 115                                           | 127                                           | 127                                           | 127                                           | 127                                           | 127                                           |
| Consumo combustible a 90 km/h, l/100 km | 15,4                                          | 13,5                                          | 13,5                                          | 13,5                                          | 13,5                                          | 17                                            |
| Capacidad del depósito, l               | 50                                            | 77                                            | 77                                            | 77                                            | 77                                            | 50                                            |
| Caja de cambios                         | Manual, 5 velocidades                         | Manual, 5 velocidades                         | Manual, 5 velocidades                         | Manual, 5 velocidades                         | Manual, 5 velocidades                         | Manual, 5 velocidades                         |
| Reductora                               | 2 velocidades                                 | 2 velocidades                                 | 2 velocidades                                 | 2 velocidades                                 | 2 velocidades                                 | 2 velocidades                                 |
| Frenos                                  | doble circuito, servofreno, disco/tambor, ABS | doble circuito, servofreno, disco/tambor, ABS | doble circuito, servofreno, disco/tambor, ABS | doble circuito, servofreno, disco/tambor, ABS | doble circuito, servofreno, disco/tambor, ABS | doble circuito, servofreno, disco/tambor, ABS |
| Ruedas                                  | 225/75 R 16                                   | 225/75 R 16                                   | 225/75 R 16                                   | 225/75 R 16                                   | 225/75 R 16                                   | 225/75 R 16                                   |

## Galería de imágenes

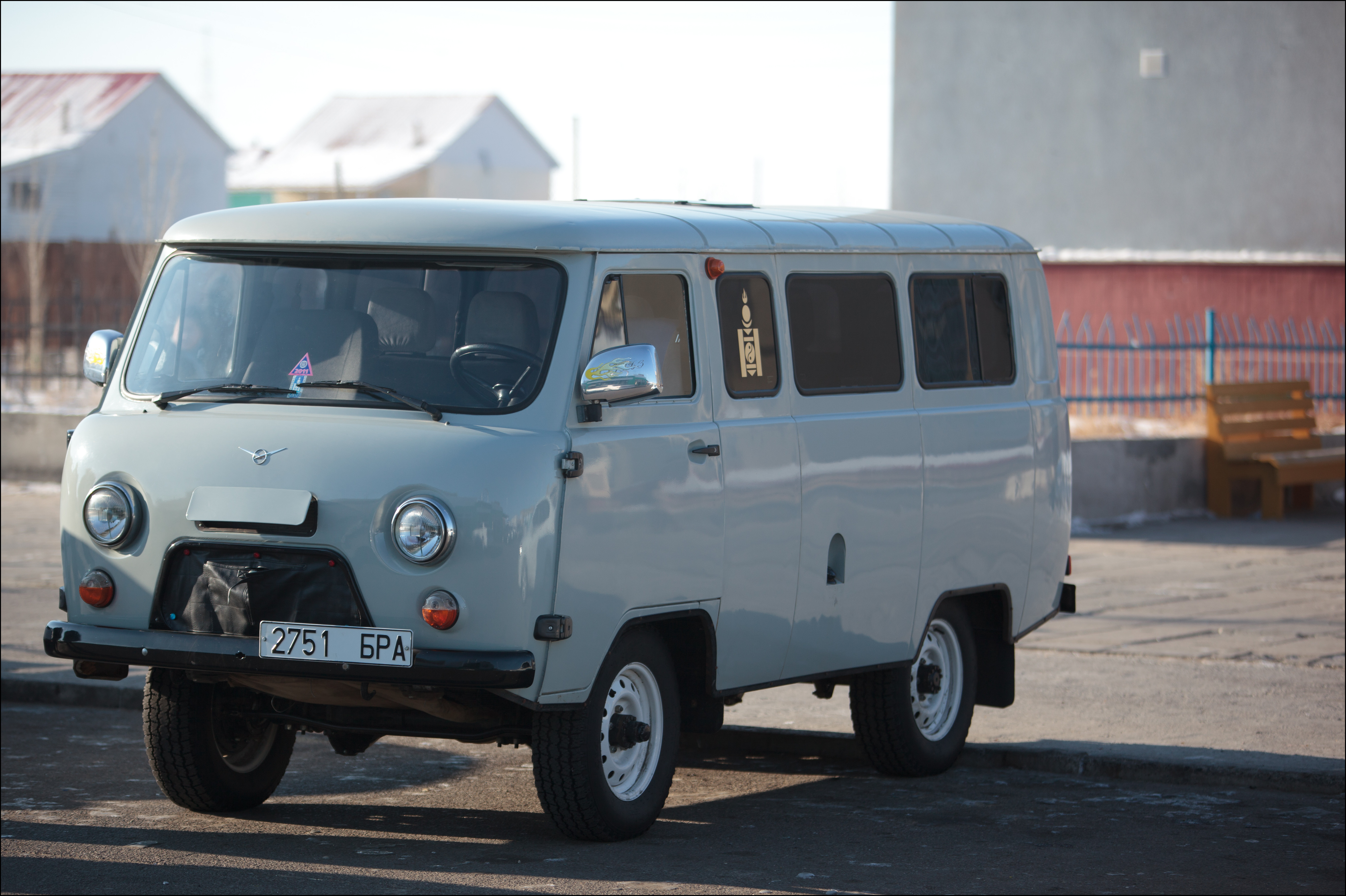
UAZ-2206
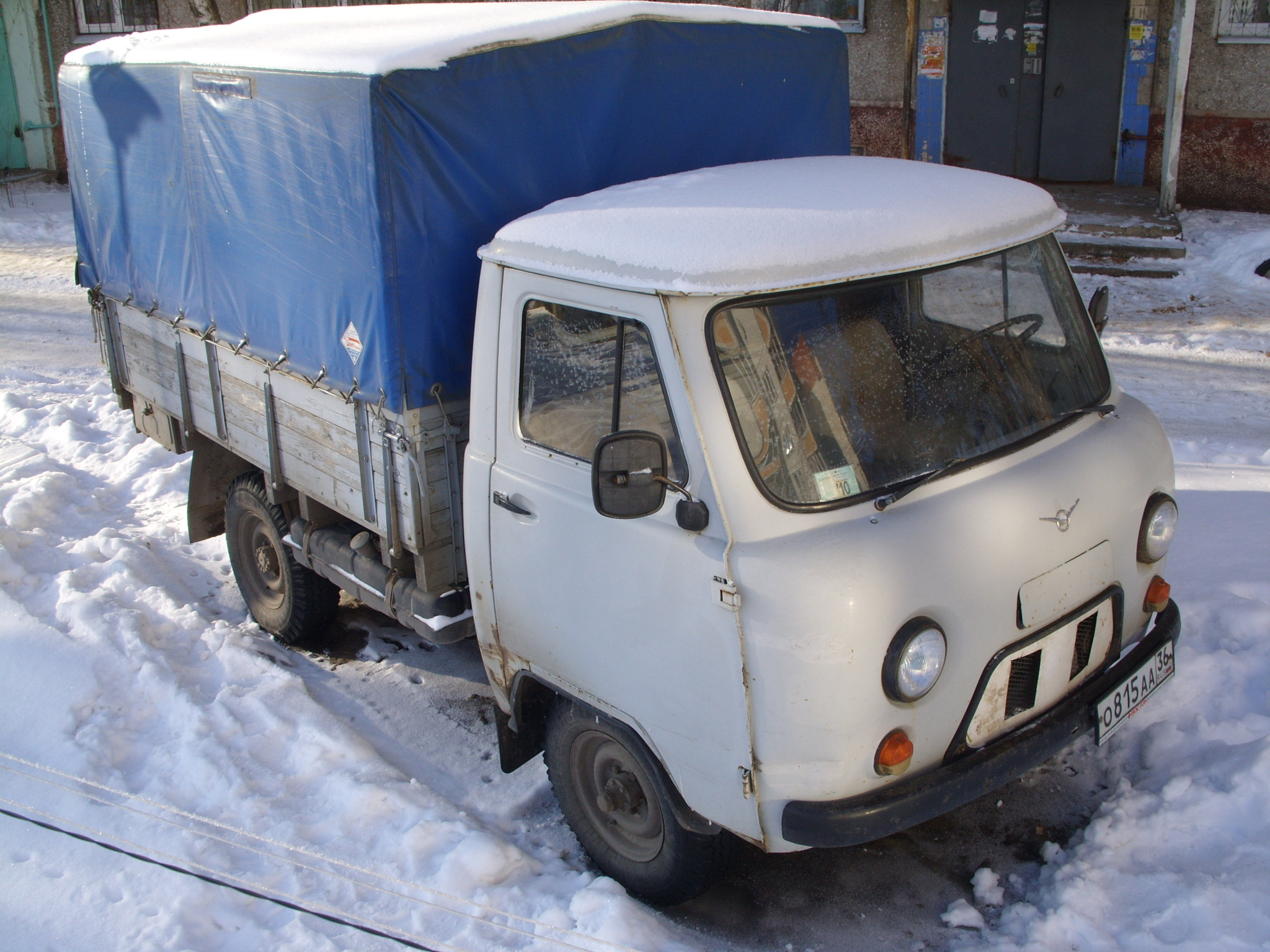
UAZ-3303
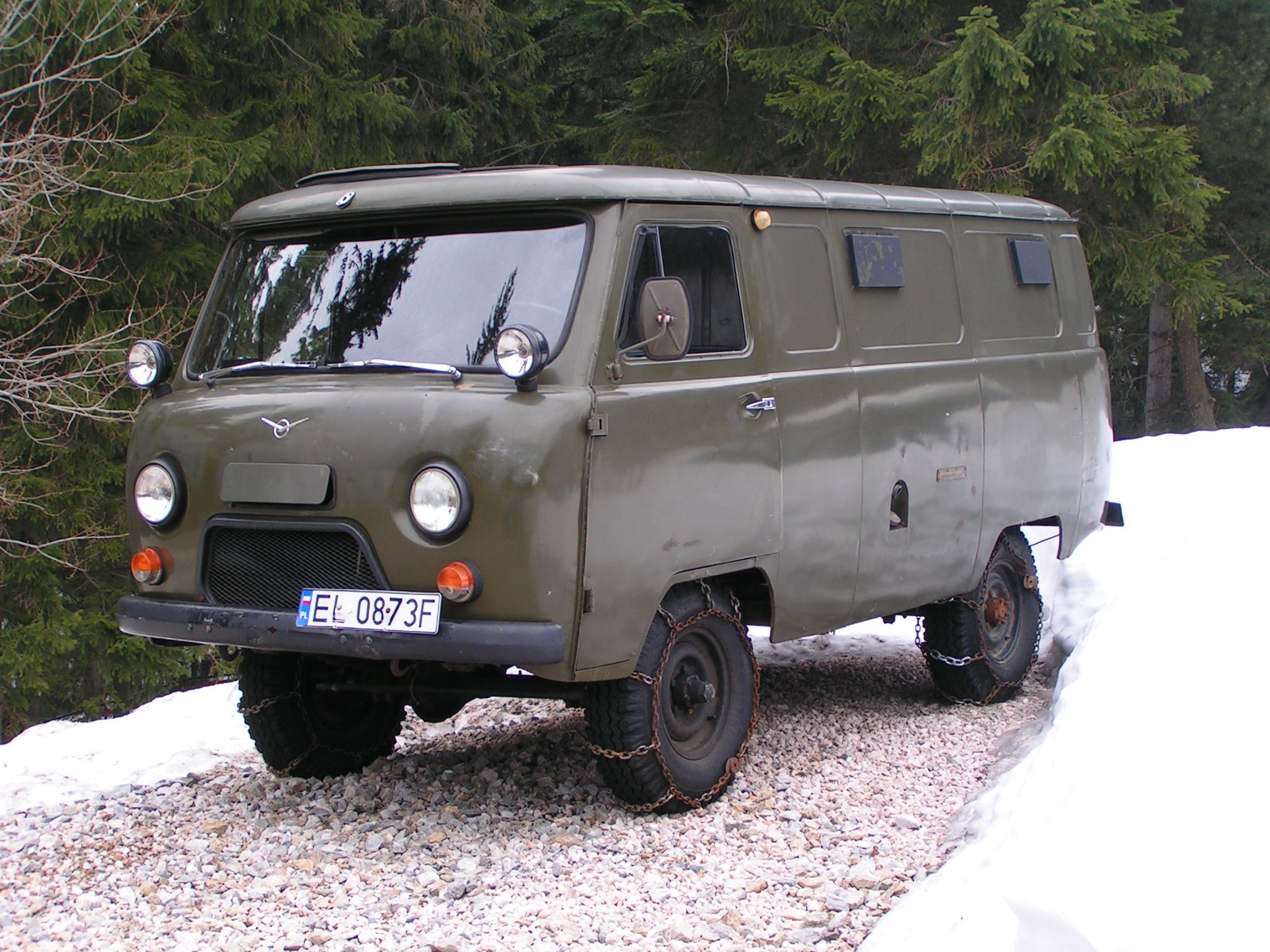
UAZ-3741
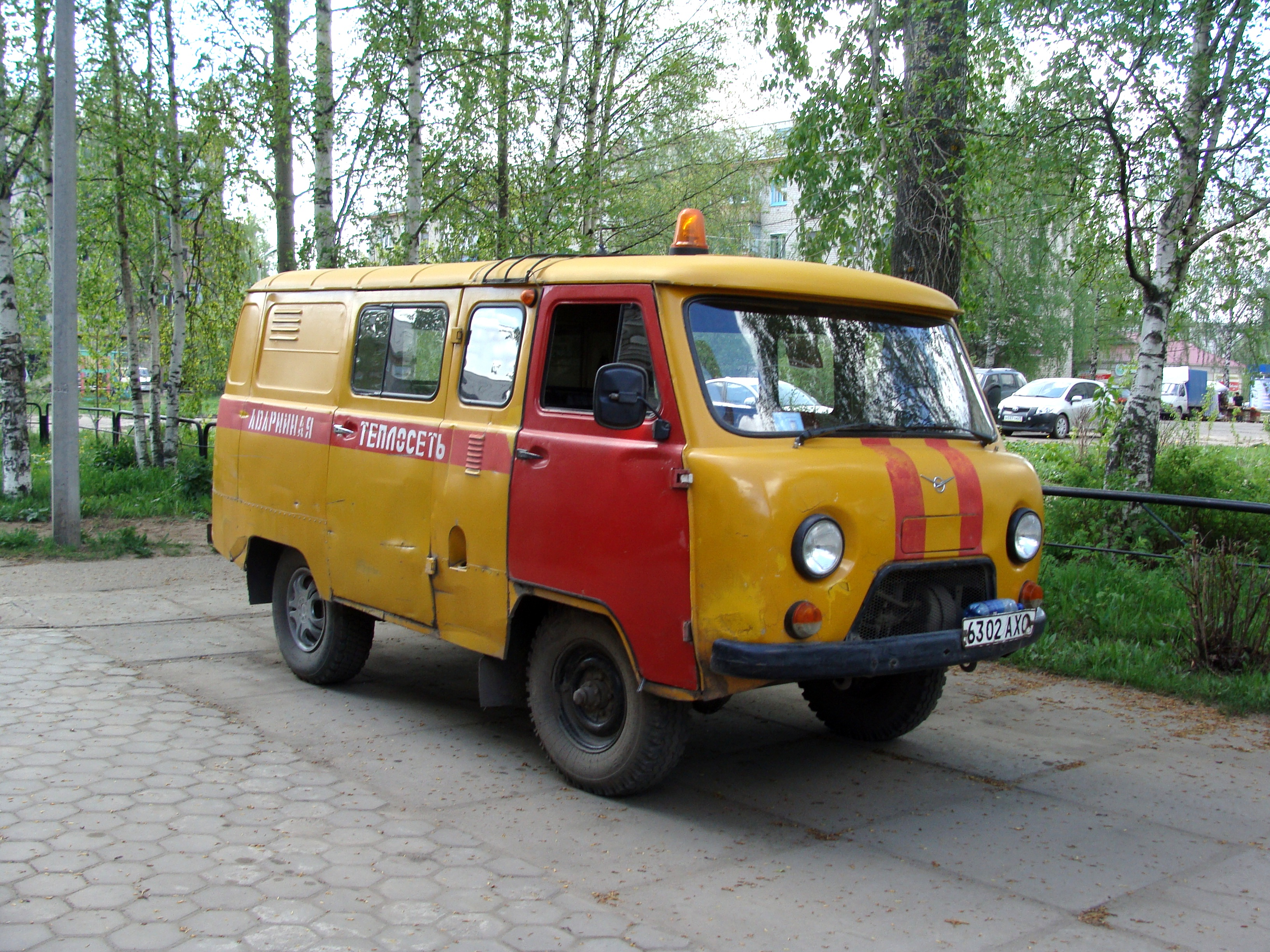
UAZ-3909 Servicio de emergencias
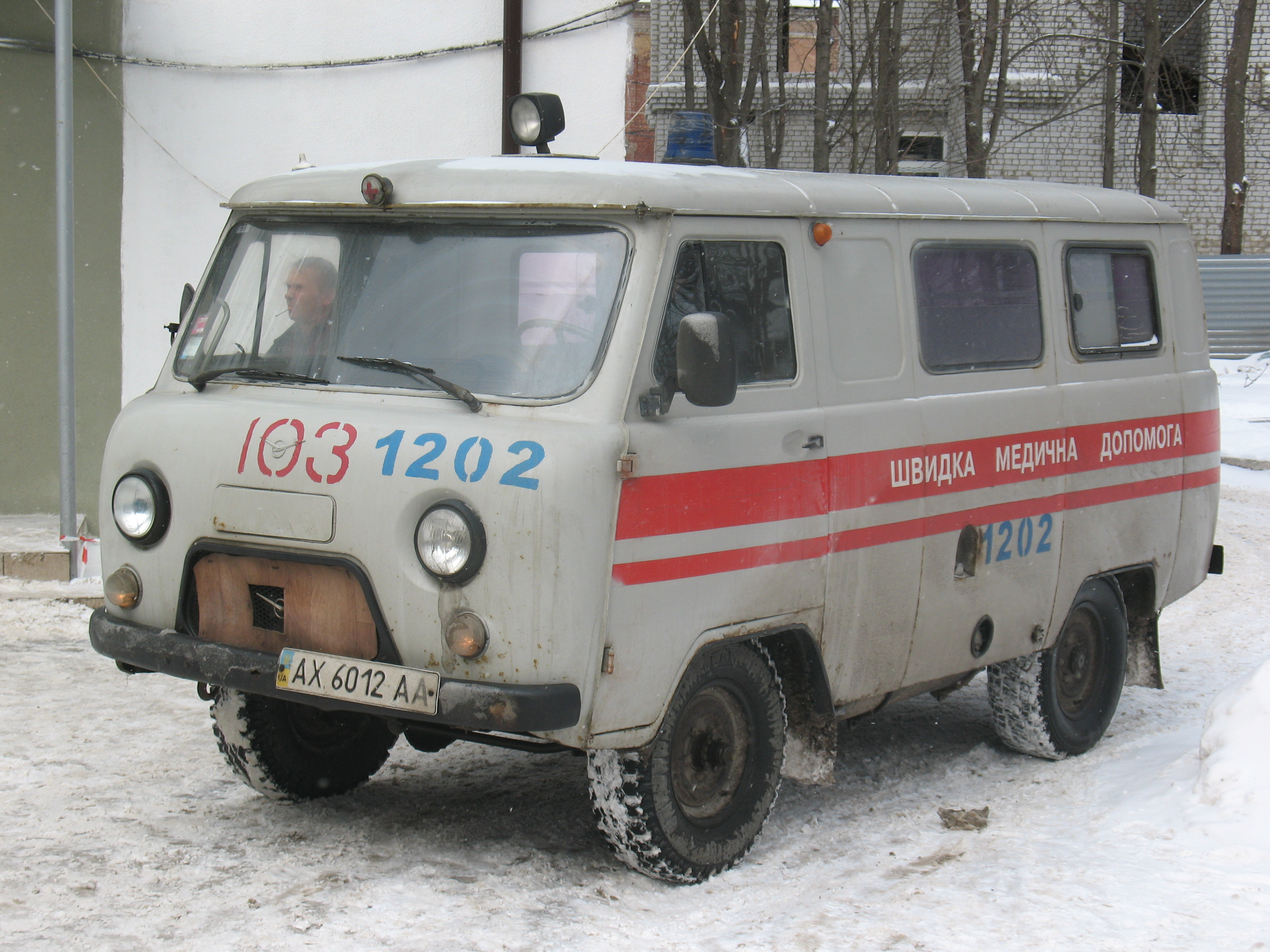
UAZ-3962
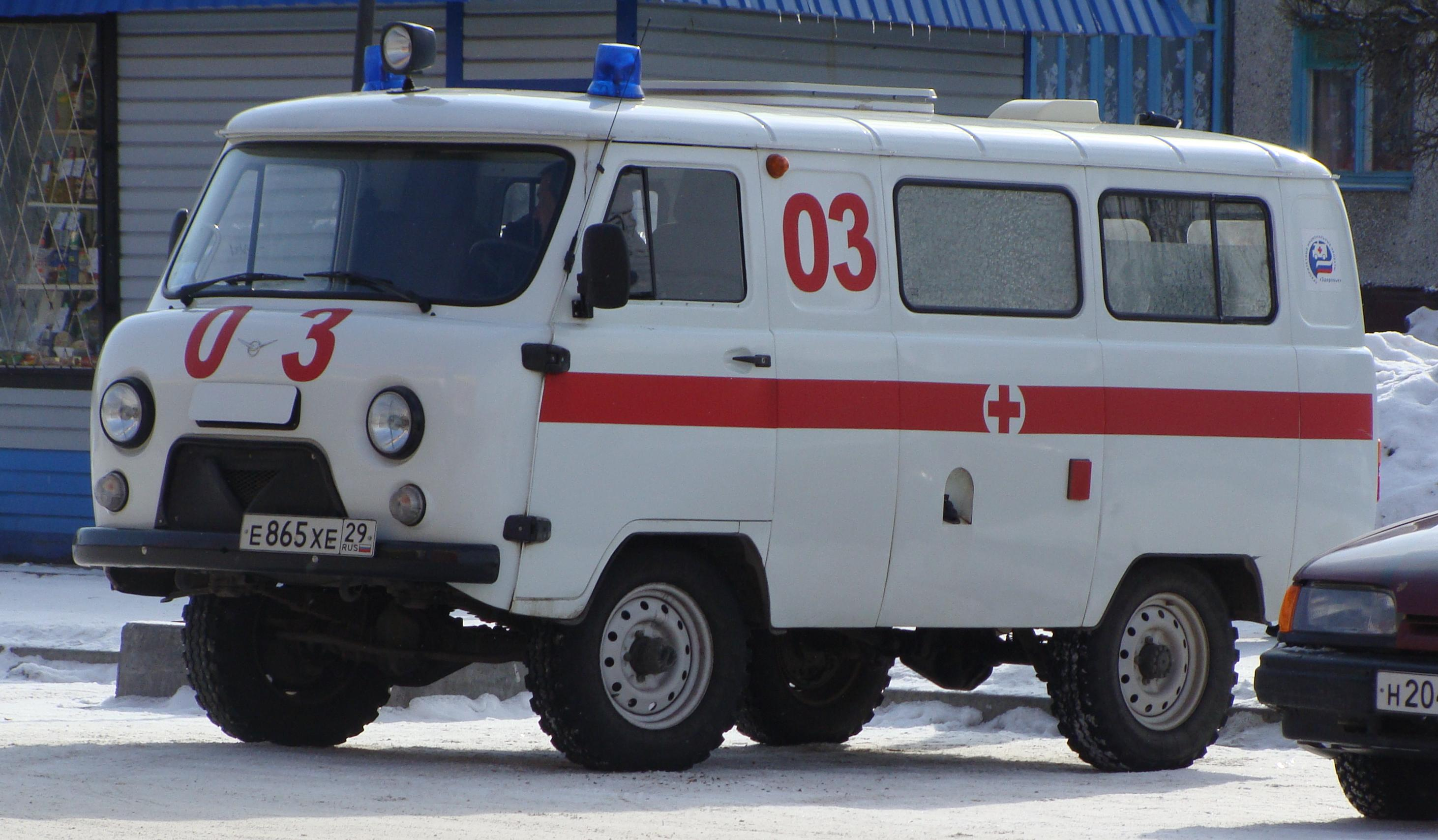
"Sanitarka" UAZ-3962 Ambulancia común en áreas rurales de Rusia
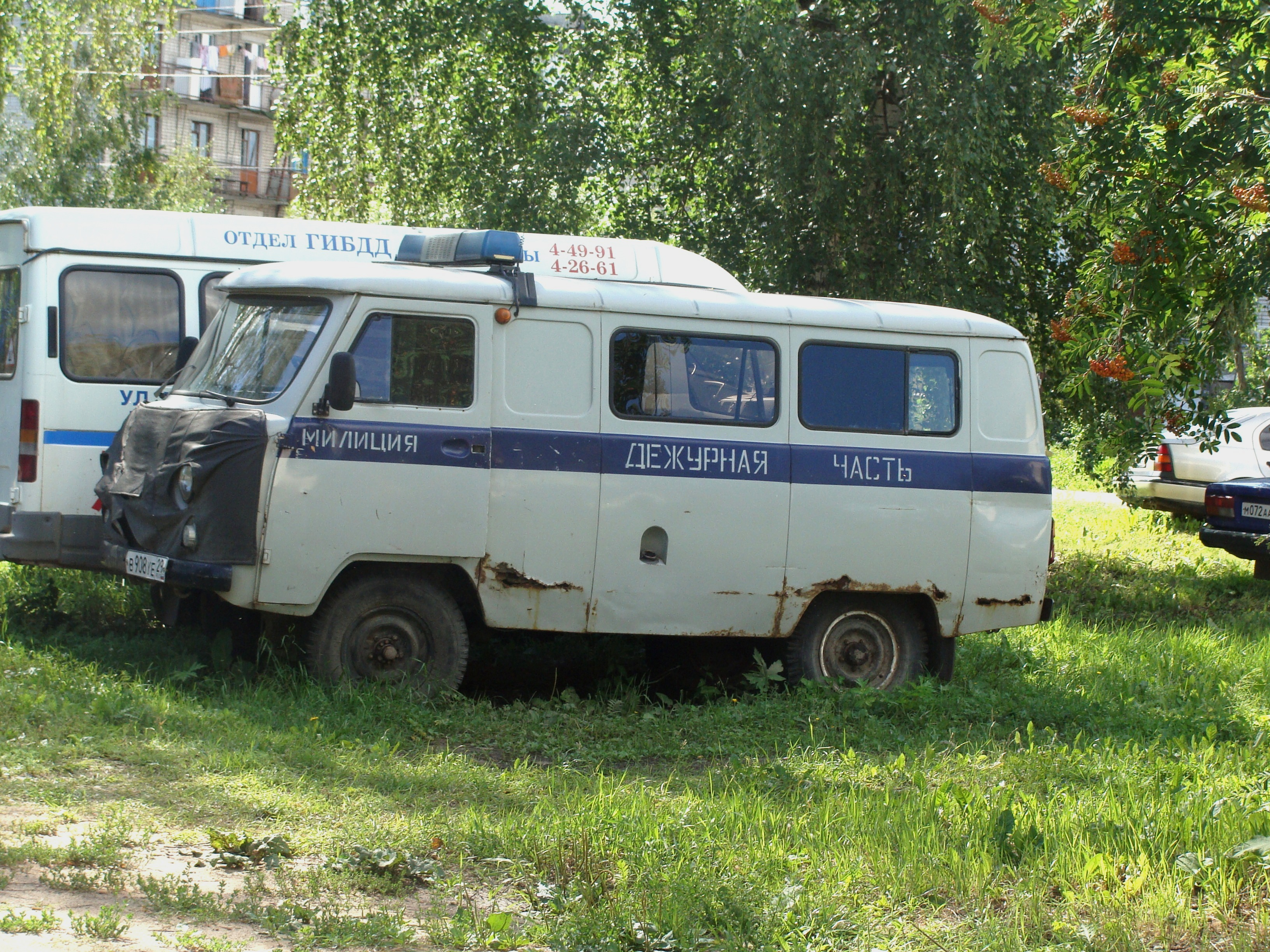
UAZ-39625
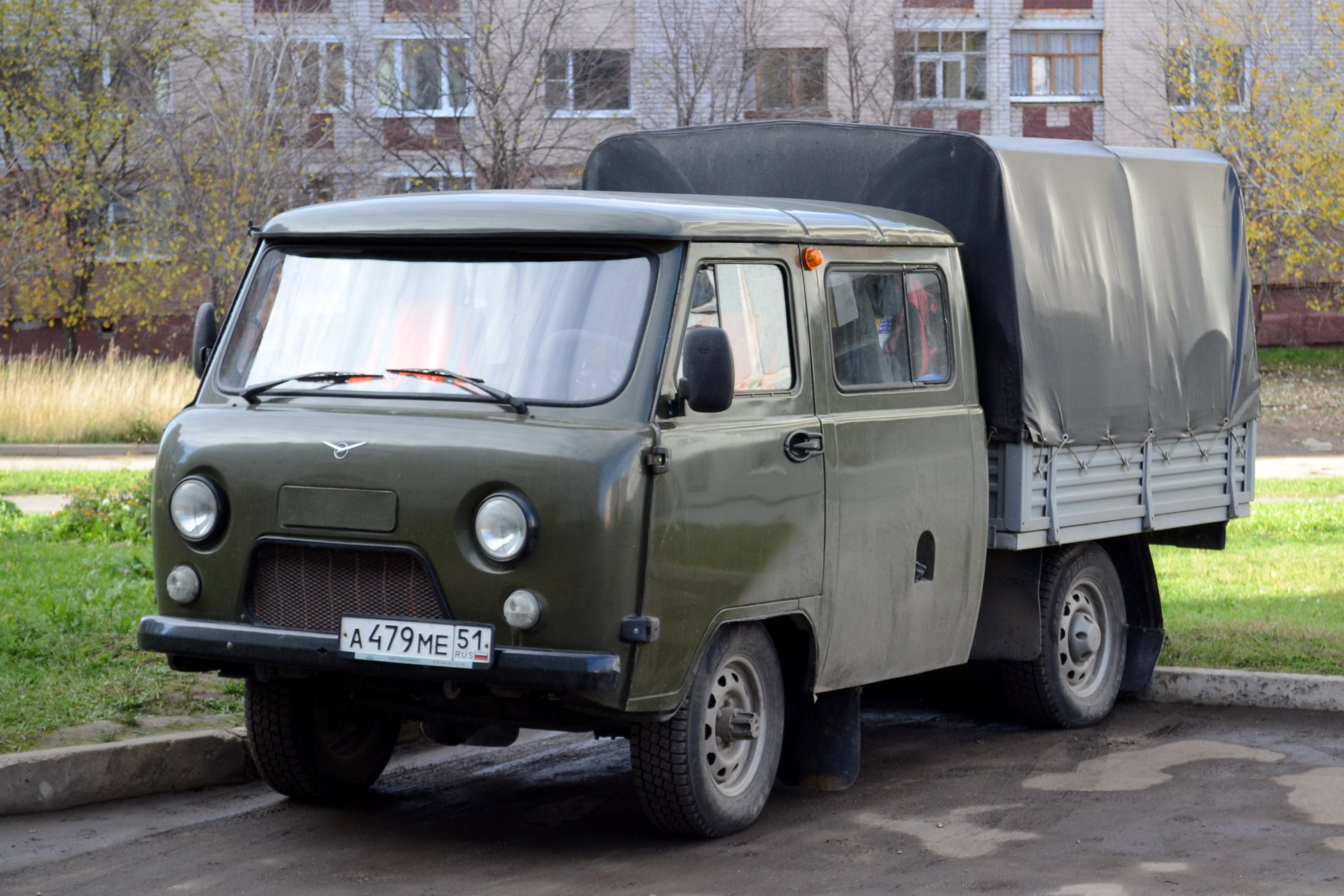
UAZ-39094
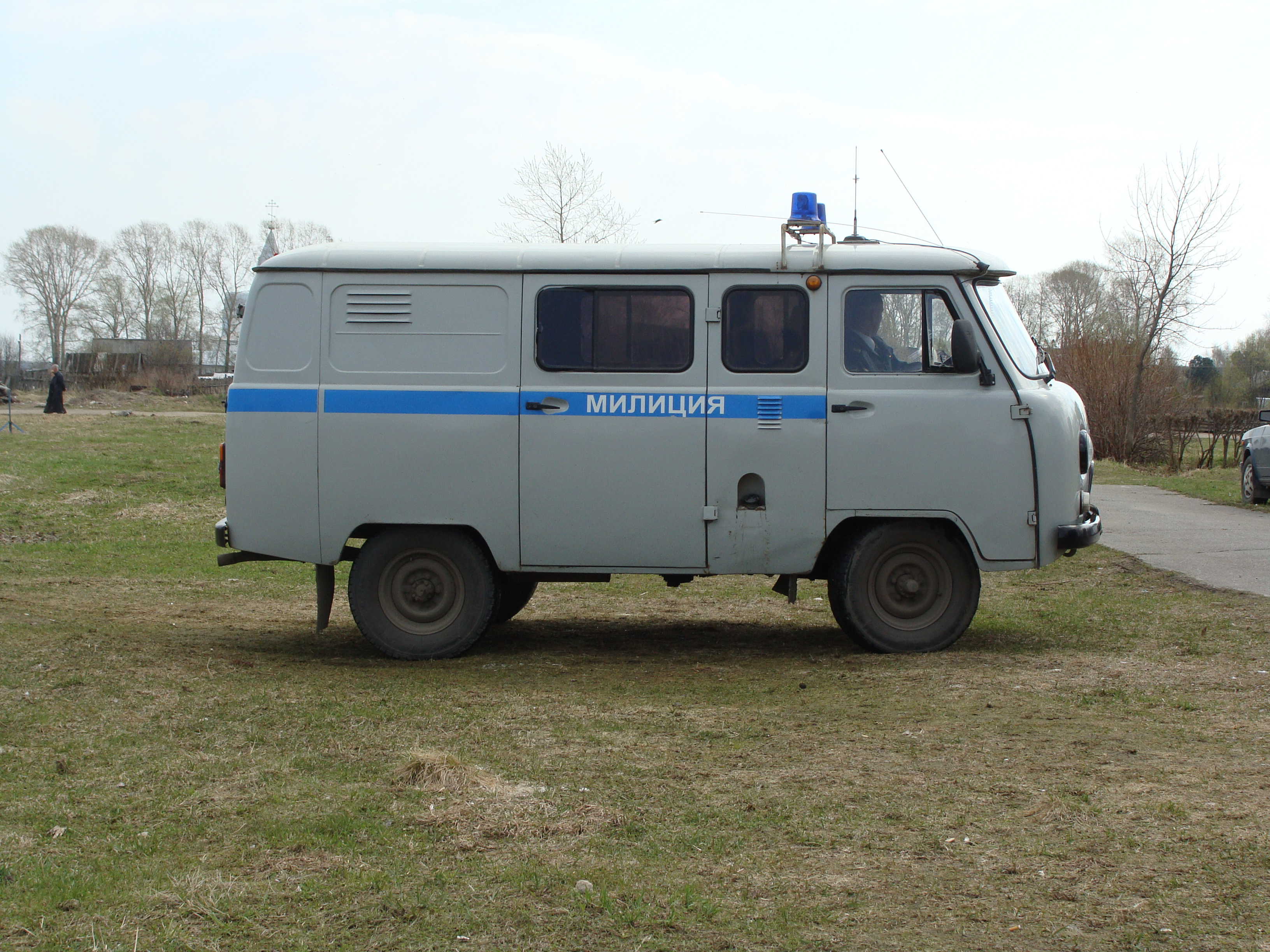
Militsiya vehículo militar
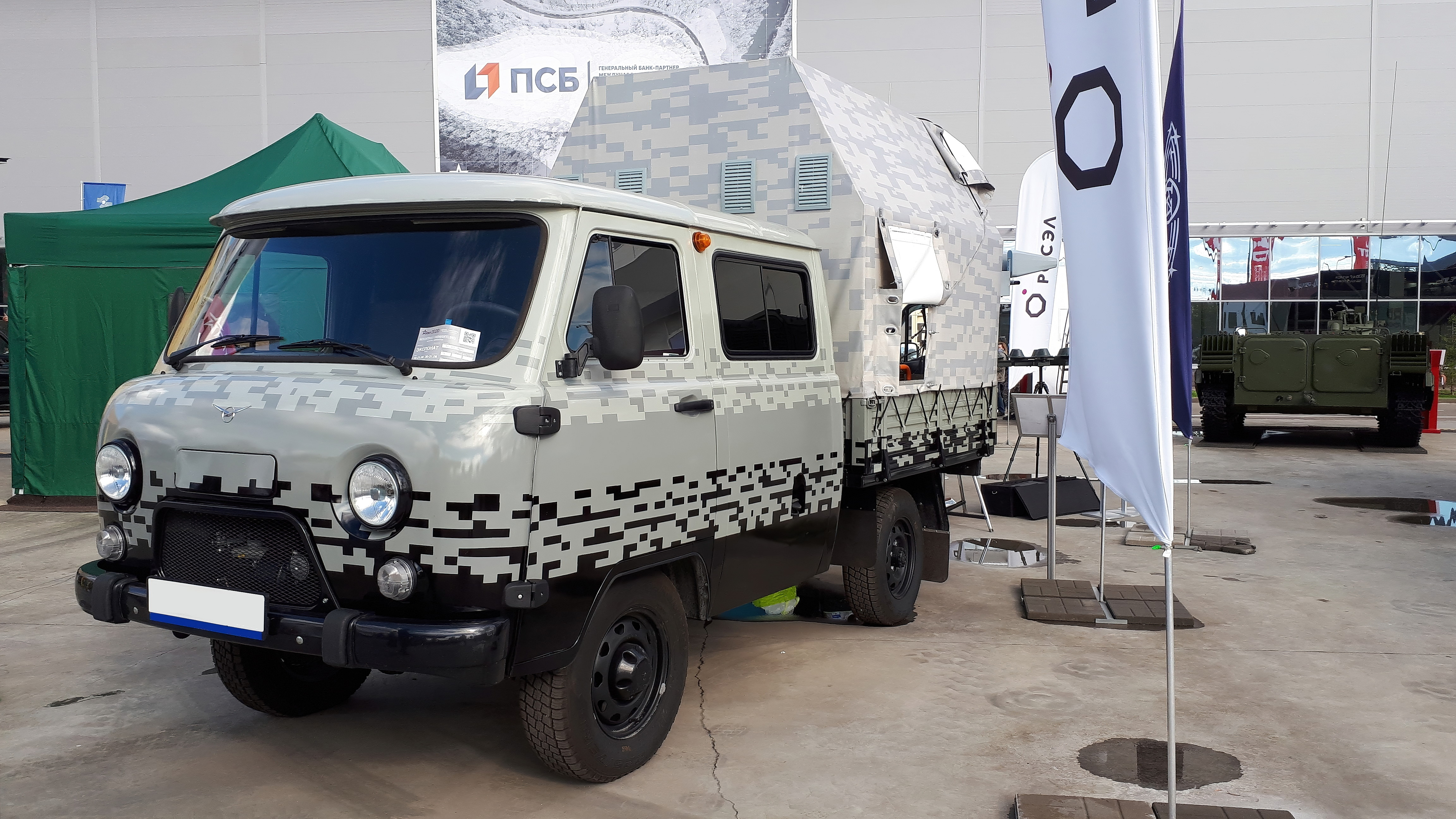
Complejo de oposición UAV "Ataque-Trofeo"